# François Hadji-Lazaro

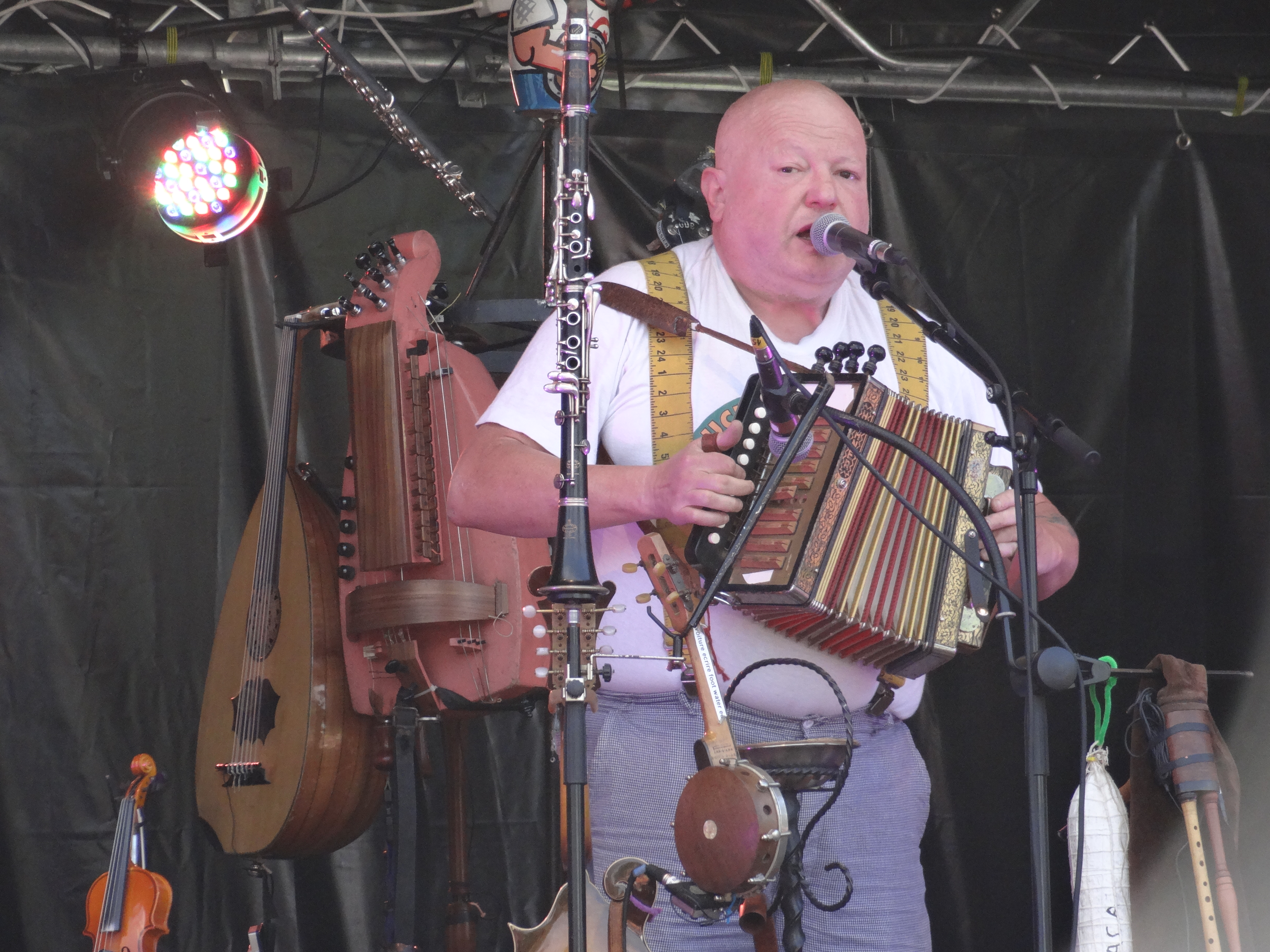
François Hadji-Lazaro beim Festival 3 éléphants (2013)

François Hadji-Lazaro (* 22. Juni 1956 in Paris; † 25. Februar 2023 ebenda) war ein französischer Schauspieler, Musiker, Sänger und Produzent.

## Leben
Lazaro wurde in bescheidenen Verhältnissen geboren, wo er sich schon früh für Musik interessierte. Durch die Musik von Bob Dylan kam er zur Gitarre, die er autodidaktisch erlernte. Er spielte zudem Akkordeon, Dudelsack, Banjo, Geige, Harfe und Ukulele, ebenfalls autodidaktisch. Ab 1987 war er in der französischen Band Pigalle als Musiker aktiv.
Neben seiner musikalischen Karriere spielte er Nebenrollen in Filmen, bei denen überwiegend seine körperliche Erscheinung entscheidend ist. Zum Beispiel in den Filmen von berühmten Regisseuren wie Jean-Pierre Jeunet und Marc Caro (Die Stadt der verlorenen Kinder) oder Bertrand Tavernier (Die Passion der Beatrice).
In Deutschland wurde er durch seine Rolle des debilen Friedhofgehilfen Gnaghi in dem Horrorfilm Dellamorte Dellamore an der Seite von Rupert Everett einem breiteren Publikum bekannt.
Er starb am 25. Februar 2023 im Alter von 66 Jahren.

## Filmografie (Auswahl)
- 1987: Die Passion der Beatrice (La passion Béatrice)
- 1991: Höllenglut (Le Brasier)
- 1991: Der Joker und der Jackpot (La Totale !)
- 1994: Dellamorte Dellamore
- 1995: Die Stadt der verlorenen Kinder (La cité des enfants perdus)
- 1996: Ein Regenbogen für Rimbaud (Rainbow Pour Rimbaud)
- 1998: Der Rekord (Le Record)
- 2000: Les Misérables – Gefangene des Schicksals (Les Misérables)
- 2001: Pakt der Wölfe (Le pacte des loups)
- 2004: Die Daltons gegen Lucky Luke (Les Dalton)
- 2006: Ich sah den Mord an Ben Barka (J’ai vu tuer Ben Barka)
- 2008: Dante 01
- 2014: Bouboule
- 2016: Le cabanon rose